# Путунхуа

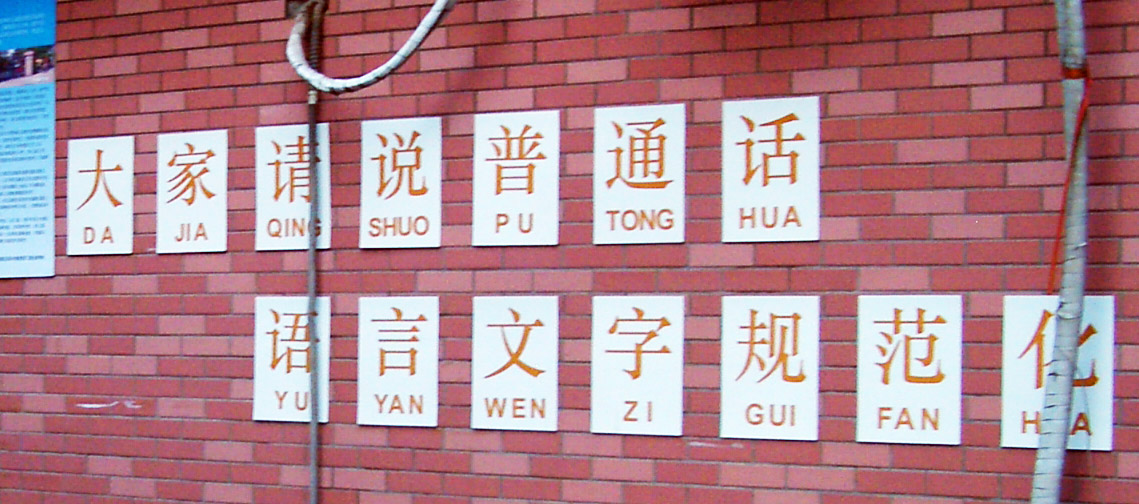
Двір дитячого садка в старій частині Шанхая (де діти говорять на шанхайському діалекті), прикрашений гаслом ("大家 请说 普通话, 语言 文字 规范化 "), що закликає: «Говорімо на путунхуа, стандартизуймо вимову і правопис!»

Путунхуа́ (кит.: 普通话) — одна з офіційних мов у Китаї, Сингапурі і Тайвані. Це поняття стосується перш за все усної, вимовної норми. Письмовий стандарт називається байхуа.

## Іменування
На Тайвані офіційна мова називається гоюй (ця ж назва використовується для путунхуа в розмовній мові в Гонконзі й Макао), в Сингапурі й Малайзії — хуаюй. Між цими варіантами є дуже незначні фонетичні та лексичні відмінності, всі вони практично повністю взаємозрозумілі, і їхні назви часто використовуються як синоніми.
У популярній літературі західних країн путунхуа зазвичай називають Mandarin («мандаринська»), проте в західному науковому середовищі цим терміном прийнято позначати всю північну діалектну групу. Для більшої точності на Заході використовують термін Standard Mandarin, який відповідає сукупності всіх вищевказаних норм — путунхуа, гоюй і хуаюй.

## Граматика
Фонетика і лексика путунхуа заснована на вимовній нормі пекінського діалекту, що належить до північної групи діалектів китайської мови. Граматика путунхуа відповідає нормам, закріпленим у літературних творах на сучасній китайській мові (байхуа), які також найближчі до північних діалектів.

## Використання
І в материковому Китаї, і на Тайвані стандартна китайська мова використовується в більшості офіційних контекстів, ЗМІ та системі освіті, що сприяє її поширенню. Як наслідок тепер нею розмовляє більшість людей в обох країнах, хоча часто з деякими регіональними чи особистими варіаціями у словниковому запасі та вимові.
У закордонних китайських спільнотах за межами Азії, де колись домінувала кантонська мова, наприклад у чайнатаунах, швидко зростає використання стандартної китайської мови, яка є основною мовою нових китайських іммігрантів.

## Приклади
| Українська                                    | Традиційна китайська       | Спрощена китайська         | Піньїнь                                |
| --------------------------------------------- | -------------------------- | -------------------------- | -------------------------------------- |
| Привіт!                                       | 你好！                     | 你好！                     | Nǐ hǎo!                                |
| Як тебе звати?                                | 你叫什麼名字？             | 你叫什么名字？             | Nǐ jiào shénme míngzi?                 |
| Моє ім'я...                                   | 我叫...                    | 我叫...                    | Wǒ jiào ...                            |
| Як справи?                                    | 你好嗎？/ 你怎麼樣？       | 你好吗？/ 你怎么样？       | Nǐ hǎo ma? / Nǐ zěnmeyàng?             |
| I am fine, how about you?                     | 我很好，你呢？             | 我很好，你呢？             | Wǒ hěn hǎo, nǐ ne?                     |
| Я не хочу                                     | 我不要。                   | 我不要。                   | Wǒ bú yào.                             |
| Дякую!                                        | 謝謝！                     | 谢谢！                     | Xièxie                                 |
| Будь ласка! / Нема за що!                     | 歡迎！/ 不用謝！/ 不客氣！ | 欢迎！/ 不用谢！/ 不客气！ | Huānyíng! / Búyòng xiè! / Bú kèqì!     |
| Так. / Правильно.                             | 是。 / 對。/ 嗯。          | 是。 / 对。/ 嗯。          | Shì. / Duì. / M.                       |
| Ні. / Неправильно.                            | 不是。/ 不對。/ 不。       | 不是。/ 不对。/ 不。       | Búshì. / Bú duì. / Bù.                 |
| Коли?                                         | 什麼時候？                 | 什么时候？                 | Shénme shíhou?                         |
| Скільки коштує?                               | 多少錢？                   | 多少钱？                   | Duōshǎo qián?                          |
| Чи не могли би ви повторити трохи повільніше? | 您能說得再慢些嗎？         | 您能说得再慢些吗？         | Nín néng shuō de zài mànxiē ma?        |
| Доброго ранку!                                | 早上好！ / 早安！          | 早上好！ / 早安！          | Zǎoshang hǎo! / Zǎo'ān!                |
| До побачення!                                 | 再見！                     | 再见！                     | Zàijiàn!                               |
| Як дістатися аеропорту?                       | 去機場怎麼走？             | 去机场怎么走？             | Qù jīchǎng zěnme zǒu?                  |
| Я хочу вилетіти до Києву 18 числа.            | 我想18號坐飛機到基輔。     | 我想18号坐飞机到基輔。     | Wǒ xiǎng shíbā hào zuò fēijī dào Jīfǔ. |
| Скільки буде коштувати рейс до Пекіну?        | 到北京要多少錢？           | 到北京要多少钱？           | Dào Běijīng yào duōshǎo qián?          |
| Я не розмовляю китайською дуже добре.         | 我的漢語說得不太好。       | 我的汉语说得不太好。       | Wǒ de Hànyǔ shuō de bú tài hǎo.        |
| Чи розмовляєте ви англійською?                | 你會說英語嗎？             | 你会说英语吗？             | Nǐ huì shuō Yīngyǔ ma?                 |
| У мене нема грошей.                           | 我沒有錢。                 | 我没有钱。                 | Wǒ méiyǒu qián.                        |